# Elefántcsontpart a 2008. évi nyári olimpiai játékokon
Elefántcsontpart a kínai Pekingben megrendezett 2008. évi nyári olimpiai játékok egyik részt vevő nemzete volt. Az országot az olimpián 5 sportágban 21 sportoló képviselte, akik érmet nem szereztek.

## Atlétika
Női
| Versenyző             | Versenyszám | Előfutam | Előfutam | Előfutam | Negyeddöntő | Negyeddöntő | Negyeddöntő | Elődöntő | Elődöntő | Elődöntő | Döntő   | Döntő    |
| Versenyző             | Versenyszám | Idő      | Hely.    | Össz.    | Idő         | Hely.       | Össz.       | Idő      | Hely.    | Össz.    | Idő     | Helyezés |
| --------------------- | ----------- | -------- | -------- | -------- | ----------- | ----------- | ----------- | -------- | -------- | -------- | ------- | -------- |
| Amandine Allou Affoué | 100 m       | 11,75    | 5.       | 48.      | kiesett     | kiesett     | kiesett     | kiesett  | kiesett  | kiesett  | kiesett | kiesett  |

## Kajak-kenu

### Síkvízi
Férfi
| Versenyző           | Versenyszám        | Selejtező | Selejtező | Elődöntő | Elődöntő | Döntő   | Döntő    |
| Versenyző           | Versenyszám        | Idő       | Hely.     | Idő      | Hely.    | Idő     | Helyezés |
| ------------------- | ------------------ | --------- | --------- | -------- | -------- | ------- | -------- |
| Kotoua Francis Abia | Kajak egyes 500 m  | 2:00,716  | 7.        | kiesett  | kiesett  | kiesett | kiesett  |
| Kotoua Francis Abia | Kajak egyes 1000 m | 4:14,411  | 8.        | kiesett  | kiesett  | kiesett | kiesett  |

## Labdarúgás

### Férfi
| #             | Név                     | Klub                  | Születési idő                    | Mérkőzésszám | Gól     | Sárga lap | sárga lap · 2. sárga lap · kiállítva | kiállítva |
| Kapusok       | Kapusok                 | Kapusok               | Kapusok                          | Kapusok      | Kapusok | Kapusok   | Kapusok                              | Kapusok   |
| ------------- | ----------------------- | --------------------- | -------------------------------- | ------------ | ------- | --------- | ------------------------------------ | --------- |
| 1             | Vincent de Paul Angban  | ASEC Mimosas          | 1985. február 2. (23 évesen)     | 4            | 0       | 0         | 0                                    | 0         |
| 16            | Christian Fabrice Okoua | Africa Sports         | 1991. november 8. (16 évesen)    | 0            | 0       | 0         | 0                                    | 0         |
| Védők         |                         |                       |                                  |              |         |           |                                      |           |
| 2             | Serge Wawa              | ASEC Mimosas          | 1986. január 1. (22 évesen)      | 4            | 0       | 0         | 0                                    | 0         |
| 3             | Diarrasouba Viera       | CFR Cluj              | 1986. december 21. (21 évesen)   | 4            | 0       | 1         | 0                                    | 0         |
| 4             | Souleymane Bamba        | Dunfermline           | 1985. január 13. (23 évesen)     | 2            | 0       | 0         | 0                                    | 0         |
| 5             | Brou Angoua             | Budapest Honvéd       | 1986. november 28. (21 évesen)   | 4            | 0       | 1         | 0                                    | 0         |
| 12            | Mamadou Bagayoko        | Africa Sports         | 1989. december 31. (18 évesen)   | 4            | 0       | 0         | 0                                    | 0         |
| 15            | Mekeme Tamla Ladji      | Laval                 | 1985. szeptember 19. (22 évesen) | 0            | 0       | 0         | 0                                    | 0         |
| Középpályások |                         |                       |                                  |              |         |           |                                      |           |
| 6             | Hervé Kambou            | Bastia                | 1985. május 1. (23 évesen)       | 1(2)         | 0       | 1         | 0                                    | 0         |
| 7             | Kafoumba Coulibaly      | Nice                  | 1985. október 26. (22 évesen)    | 3            | 0       | 0         | 0                                    | 0         |
| 10            | Emmanuel Kone           | CFR Cluj              | 1986. december 31. (21 évesen)   | 3            | 0       | 1         | 0                                    | 0         |
| 11            | Anthony Moura-Komenan   | Libourne-Saint-Seurin | 1986. január 20. (22 évesen)     | (4)          | 0       | 0         | 0                                    | 0         |
| Csatárok      |                         |                       |                                  |              |         |           |                                      |           |
| 8             | Salomon Kalou           | Chelsea               | 1985. augusztus 5. (23 évesen)   | 4            | 2       | 1         | 0                                    | 0         |
| 9             | Franck Dja Djedje       | Grenoble              | 1986. június 2. (22 évesen)      | 1(3)         | 0       | 0         | 0                                    | 0         |
| 13            | Abraham Guié Gneki      | Budapest Honvéd       | 1986. július 25. (22 évesen)     | (2)          | 0       | 0         | 0                                    | 0         |
| 14            | Gervinho (CSK)          | Le Mans               | 1987. május 27. (21 évesen)      | 4            | 1       | 0         | 0                                    | 0         |
| 17            | Antoine N'Gossan        | ASEC Mimosas          | 1990. november 30. (17 évesen)   | 2            | 0       | 0         | 0                                    | 0         |
| 18            | Sekou Cissé             | Roda                  | 1985. május 23. (23 évesen)      | 4            | 2       | 0         | 0                                    | 0         |
| Edző          |                         |                       |                                  |              |         |           |                                      |           |
|               | Gérard Gili             |                       | 1952. augusztus 7. (56 évesen)   |              |         |           |                                      |           |

- Kor: 2008. augusztus 7-i kora

#### Eredmények
A csoport
| Nemzet                 | M | Gy | D | V | G+ | G- | Gk | P |
| ---------------------- | - | -- | - | - | -- | -- | -- | - |
| Argentína (ARG)        | 3 | 3  | 0 | 0 | 5  | 1  | +4 | 9 |
| Elefántcsontpart (CIV) | 3 | 2  | 0 | 1 | 6  | 4  | +2 | 6 |
| Ausztrália (AUS)       | 3 | 0  | 1 | 2 | 1  | 3  | –2 | 1 |
| Szerbia (SRB)          | 3 | 0  | 1 | 2 | 3  | 7  | –4 | 1 |

| 2008. augusztus 7. 19:45 |

| Elefántcsontpart (CIV) | 1–2               | Argentína (ARG)      |
| ---------------------- | ----------------- | -------------------- |
| Cissé 53'              | (0–1) Jegyzőkönyv | Messi 43' Acosta 86' |

| Sanghaj Stadion, Sanghaj Nézőszám: 43 266 Játékvezető: Wolfgang Stark (német) |

| 2008. augusztus 10. 19:45 |

| Szerbia (SRB)           | 2–4               | Elefántcsontpart (CIV)                               |
| ----------------------- | ----------------- | ---------------------------------------------------- |
| Mrdaković 16' Rakić 90' | (1–2) Jegyzőkönyv | Cissé 3' Rajković 24' (öngól) Kalou 70' Gervinho 93' |

| Sanghaj Stadion, Sanghaj Nézőszám: 38 320 Játékvezető: Roberto Moreno (játékvezető) (panamai) |

| 2008. augusztus 13. 19:45 |

| Elefántcsontpart (CIV) | 1–0               | Ausztrália (AUS) |
| ---------------------- | ----------------- | ---------------- |
| Kalou 81'              | (0–0) Jegyzőkönyv |                  |

| Tiencsini Olimpiai Stadion, Tiencsin Nézőszám: 50 437 Játékvezető: Jair Marrufo (amerikai) |

Negyeddöntő
| 2008. augusztus 16. 21:00 |

| Nigéria (NGR)                        | 2–0               | Elefántcsontpart (CIV) |
| ------------------------------------ | ----------------- | ---------------------- |
| Odemwingie 44' Obinna 82' (11-esből) | (1–0) Jegyzőkönyv |                        |

| Csinhuangtaói Olimpiai Stadion, Csinhuangtao Nézőszám: 28 944 Játékvezető: Maszud Morádi (iráni) |

| Csapat                 | Helyezés |
| ---------------------- | -------- |
| Elefántcsontpart (CIV) | 6.       |

## Taekwondo
Férfi
| Versenyző       | Versenyszám | Nyolcaddöntő                | Negyeddöntő       | Elődöntő          | Vigaszág elődöntő        | Bronz- mérkőzés   | Döntő             | Helyezés |
| Versenyző       | Versenyszám | Ellenfél Eredmény           | Ellenfél Eredmény | Ellenfél Eredmény | Ellenfél Eredmény        | Ellenfél Eredmény | Ellenfél Eredmény | Helyezés |
| --------------- | ----------- | --------------------------- | ----------------- | ----------------- | ------------------------ | ----------------- | ----------------- | -------- |
| Sebastien Konan | Váltósúly   | Mauro Sarmiento (ITA) · 1-4 |                   |                   | Steven López (USA) · 0-3 | kiesett           |                   | 7.       |

Női
| Versenyző  | Versenyszám | Nyolcaddöntő             | Negyeddöntő       | Elődöntő          | Vigaszág elődöntő | Bronz- mérkőzés   | Döntő             | Helyezés |
| Versenyző  | Versenyszám | Ellenfél Eredmény        | Ellenfél Eredmény | Ellenfél Eredmény | Ellenfél Eredmény | Ellenfél Eredmény | Ellenfél Eredmény | Helyezés |
| ---------- | ----------- | ------------------------ | ----------------- | ----------------- | ----------------- | ----------------- | ----------------- | -------- |
| Mariam Bah | Pehelysúly  | Robin Cheong (NZL) · 0-1 | kiesett           | kiesett           |                   |                   |                   | 11.      |

## Úszás
Férfi
| Versenyző    | Versenyszám | Előfutam | Előfutam | Előfutam | Elődöntő | Elődöntő | Elődöntő | Döntő   | Döntő    |
| Versenyző    | Versenyszám | Idő      | Hely.    | Össz.    | Idő      | Hely.    | Össz.    | Idő     | Helyezés |
| ------------ | ----------- | -------- | -------- | -------- | -------- | -------- | -------- | ------- | -------- |
| Kouassi Brou | 50 m gyors  | 26,08    | 8.       | 76.      | kiesett  | kiesett  | kiesett  | kiesett | kiesett  |